# Primera División (Uruguay) 1945
Die Saison 1945 der Primera División war die 42. Spielzeit (die 14. der professionellen Ära) der höchsten uruguayischen Spielklasse im Fußball der Männer, der Primera División.
Die Primera División bestand in der Meisterschaftssaison des Jahres 1945 aus zehn Vereinen, deren Mannschaften in den insgesamt 90 Meisterschaftsspielen jeweils zweimal aufeinandertrafen. Es fanden 18 Spieltage statt. Die Meisterschaft gewann Peñarol Montevideo als Tabellenerster vor Nacional Montevideo und dem Club Atlético Defensor als Zweitem und Drittem der Saisonabschlusstabelle. Als Tabellenletzter stieg Sud América aus der Primera División in die Segunda División ab. Torschützenkönige wurden mit je 21 Treffern Nicolás Falero und Raúl Schiaffino.

## Jahrestabelle
| Pl. | Verein                 | Sp. | S  | U | N  | Tore    | Diff. | Punkte |
| --- | ---------------------- | --- | -- | - | -- | ------- | ----- | ------ |
| 1.  | Peñarol Montevideo (M) | 18  | 15 | 1 | 2  | 060:190 | +41   | 31     |
| 2.  | Nacional Montevideo    | 18  | 10 | 5 | 3  | 054:280 | +26   | 25     |
| 3.  | Club Atlético Defensor | 18  | 8  | 6 | 4  | 037:310 | +6    | 22     |
| 4.  | River Plate            | 18  | 8  | 5 | 5  | 033:290 | +4    | 21     |
| 5.  | Central                | 18  | 8  | 3 | 7  | 039:370 | +2    | 19     |
| 6.  | Rampla Juniors (N)     | 18  | 7  | 5 | 6  | 031:330 | −2    | 19     |
| 7.  | Liverpool FC           | 18  | 4  | 6 | 8  | 031:350 | −4    | 14     |
| 8.  | Club Sportivo Miramar  | 18  | 6  | 2 | 10 | 025:420 | −17   | 14     |
| 9.  | Montevideo Wanderers   | 18  | 2  | 4 | 12 | 016:400 | −24   | 08     |
| 10. | Sud América            | 18  | 2  | 3 | 13 | 026:580 | −32   | 07     |

| (M) | Meister der vorangegangenen Saison  |
| (N) | Aufsteiger aus der Segunda División |